# 네기시역 (가나가와현)
네기시역(일본어: 根岸駅, ねぎしえき)은 일본 가나가와현 요코하마시 이소고구에 위치한 동일본 여객철도 네기시 선 및 일본 화물철도, 그리고 가나가와 임해철도(화물철도)의 역이다.

## 타는 곳
| 1 | ■네기시 선                   | 이소고・오후나 방면               |
| 2 | ■네기시 선(게이힌 도호쿠 선) | 요코하마・도쿄・오미야 방면       |
| 2 | ■네기시 선(요코하마 선)      | 신요코하마・마치다・하치오지 빙면 |

## 인접역
| 동일본 여객철도 ■ 네기시 선  | 동일본 여객철도 ■ 네기시 선 | 동일본 여객철도 ■ 네기시 선 |
| ---------------------------- | --------------------------- | --------------------------- |
| 야마테 오미야, 하치오지 방면 | 쾌속, 각역정차              | 이소고 오후나 방면          |